# Pierrefeu-du-Var
Pierrefeu-du-Var is een gemeente in het Franse departement Var (regio Provence-Alpes-Côte d'Azur) en telt 4348 inwoners (1999). De plaats maakt deel uit van het arrondissement Toulon.

## Geografie
De oppervlakte van Pierrefeu-du-Var bedraagt 58,6 km², de bevolkingsdichtheid is 74,2 inwoners per km².
De onderstaande kaart toont de ligging van Pierrefeu-du-Var met de belangrijkste infrastructuur en aangrenzende gemeenten.

## Demografie
Onderstaande figuur toont het verloop van het inwonertal (bron: INSEE-tellingen).